# Gualaceo

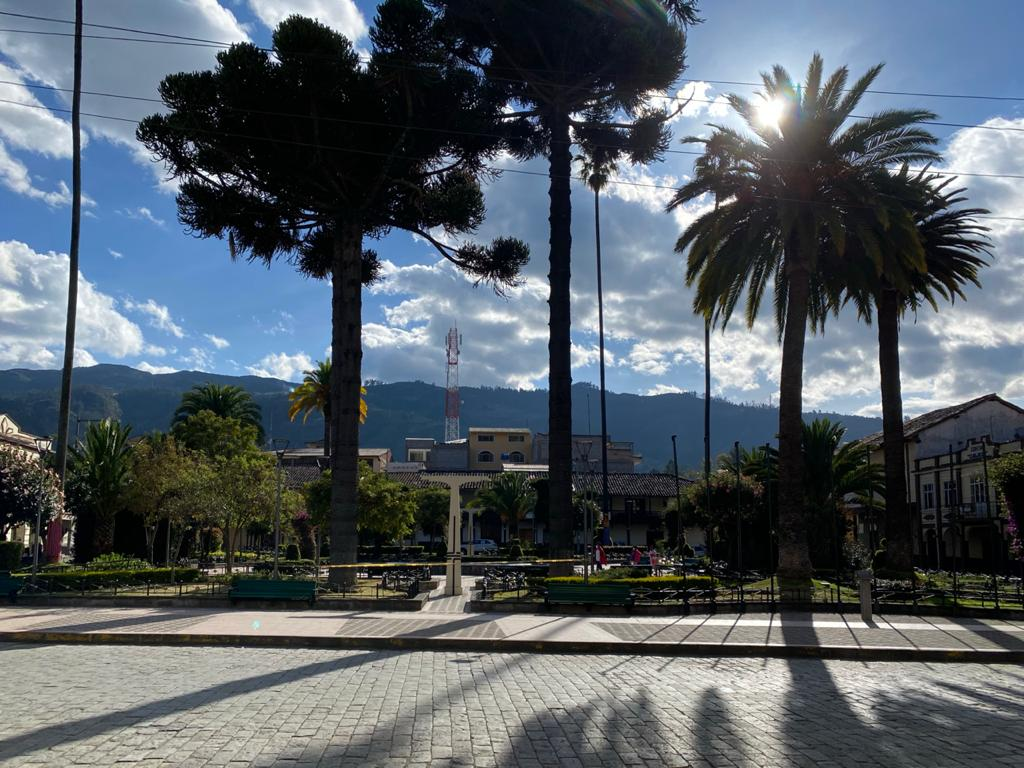
Parque 10 de Agosto

Gualaceo ist eine Kleinstadt und die einzige Parroquia urbana im Kanton Gualaceo der ecuadorianischen Provinz Azuay. Gualaceo ist Sitz der Kantonsverwaltung. Die Parroquia besitzt eine Fläche von 41,57 km². Die Einwohnerzahl der Parroquia betrug beim Zensus 2010 21.443. Davon wohnten 13.981 Einwohner im urbanen Bereich von Gualaceo.

## Lage
Die Parroquia Gualaceo befindet sich im Nordosten der Provinz Azuay. Das Gebiet liegt an der Westflanke der Cordillera Real. Die 2230 m hoch gelegene Stadt Gualaceo liegt 25 km östlich der Provinzhauptstadt Cuenca am Westufer des Río Santa Bárbara, rechter Quellfluss des Río Paute. Der Río Santa Bárbara begrenzt die Parroquia im Osten. Im Norden fließt der Río Cuenca entlang der Verwaltungsgrenze nach Osten. Die Fernstraße E594 (Cuenca–Gualaquiza) führt durch Gualaceo. Die Stadt liegt 8 km südlich der E40 (Cuenca–Santiago de Méndez).
Die Parroquia Gualaceo grenzt  im Norden an die Parroquia El Cabo (Kanton Paute), im Osten an die Parroquias Mariano Moreno, Luis Cordero Vega, Remigio Crespo Toral und Chordeleg (Kanton Chordeleg), im Süden an die Parroquia San Juan sowie im Westen an die Parroquia Jadán.

## Geschichte
Gualaceo wurde am 25. Juni 1824 Verwaltungssitz des neu gegründeten Kantons Gualaceo. 